# Hope (película)
Hope (en hangul, 소원; romanización revisada, So-won) ("Esperanza" en español) es una película surcoreana de 2013. Trata del hecho real de violación a una niña. Fue premiada como mejor película en la 34 edición de los Blue Dragon Movie Awards. El título internacional alternativo era Wish, en México se publicó como Esperanza.

## Elenco
- Lee Re como Im So-won.
- Sol Kyung-gu como Im Dong-hoon, padre de So-won.
- Uhm Ji-won como Kim Mi-hee, madre de So-won.
- Kim Hae-sook como Song Jung-sook, psiquiatra.
- Kim Sang-ho como Han Gwang-shik, mejor amigo de Dong-hoon.
- Ra Mi-ran como madre de Young-seok y esposa de Gwang-sik.
- Yang Jin-sung como Do-kyung, policía.
- Kim Do-yeob como Han Young-seok.